# 約翰·蘇利文 (奧克拉荷馬州)
約翰·蘇利文（英語：John Sullivan；1965年1月1日—）是美国的一位政治人物。在2002年至2013年，他是奧克拉荷馬州第1選舉區選出的聯邦眾議員。他的黨籍是共和黨。在2012年的眾議院議員選舉中，蘇利文未能獲得黨內提名。